# Піроцький Іван Васильович
Іван Васильович Піроцькій — військовий козацький діяч Гетьманщини, син шляхтича Василя Піроцького, прапрапрадід знаменитого винахідника Федора Аполлоновича Піроцького. Народився в сім'ї українського шляхтича Василя Піроцького, який користувався гербом Остоя. Мав старшого брата Йосипа Данича-Піроцького.

## Біографія
У 1694 р. отримав універсал Ніжинського полковника Степана Забіли:
Доносилъ намъ п. Иванъ Пироцкій, писаръ полку нашего Нѣжинского, же зоставши онъ на кгрунтѣ купленномъ отъ небожчика славной памяти его мил. п. Василія Забѣли, хоружого енералн., милого брата нашего, а тестя своего, в с. Красиловцѣ, при хуторѣ небожчиковскомъ, сусѣдовъ чотирохъ и самъ за своего удержаня того хутора на томѣ же кгрунтѣ небожчиковскомѣ купленомъ, зкилка человѣка за позволенемъ нашимъ осадивши, просилъ насъ, абы безъ жадной нѣ отъ кого трудности и перешкоди, моглъ ними владѣти и жебы до тяглости войта тамошнего не належачи, ему, п. Ивану Пироцкому, были послушними. Въ чомъ мы самую слушность уваживши… приказуемъ, абы нѣхто зъ тихъ его, п. Пироцкого, сусѣдовъ помененнихъ жадной не мѣлъ належности, але якъ передъ тимъ ему самому п. Ивану Пироцкому были послушни, такъ и теперъ отъ того жъ абы не были отмовними и опрочъ его нѣхто инший, а нѣ тежъ войтъ мѣскій Борзенскій, а не Красиловскій, жебы не мѣлъ до нихъ жадной справи, мѣти хочемъ и пилно приказуемъ.

У цьому ж 1694 Іван Пироцький отримав ще один універсал Степана Забіли на село Вересоч:
Маючи мы взгляд и респект на услуги и працу писарскую п. Ивана Пироцкого, писара нашего полкового Нежинского, любо не тое селце, которое з давних часов паном писаром полковим Нежинским належало, леч якое на двор наш полковничий голдовало, то есть Вересоч, уезду городового Нежинского, з греблею и млинами вешняками, на той же гребле будучими, п. Ивану Пироцкому в моц и зуполное владение конферуем, хотячи мети и пилно приказуючи, абы все обще в том селе тяглие люде вшелякое послушенство и звичайную повинность по давнему своему обыкновению ему ж, п. писареви нашему, отдавали, т. е. дров на его потребу привезли, сена на сеножатех, до того села належных, що-року укосили, роковой осип отдавали и во всем, ведлуг давного звичаю, по своей должности (поступали).

15 квіт. 1695 р. Іван Піроцький отримав універсал гетьмана Мазепи на село Вересоч з млинами та хутір у селі Красилівка з «підсусідками». Потім, 14 квітня 1696 р. отримав на ці маєтки грамоту руського цара Петра I. 7 лютого 1700 р. купив у мельника Мартина Даниленка «местце млиновое и греблю давнюю на речце Березе», 13 травня 1700 р. отримав гетьманський універсал на цей маєток. У 1718 році Стефан Яворський призначив Піроцького одним із трьох ктиторів Ніжинського Блоговіщенського монастиря. У 1724—1725 р.р. був під арештом у справі Павла Полуботка, отримав звільнення 1 березня 1725 «з відпусткою на поруки». Після прийняв ім'я Іларіон і пішов у ченці. Оселився у Морівському скиті, що належав Києво-Печерській лаврі . Іван Васильович захворів і помер у 1732 році. Ченці знали про те, що він був багатою людиною і хотіли після його смерті привласнити майно монастирю. Але Піроцький заповів усе майно передати своєму синові. Іван Іванович Піроцький (його син), почувши про хворібу батька, скоріше поїхав до нього. Прибувши в скит, він побачив, що батько помер. Ченці ледь не втопили Івана Івановича, потім хотіли посадити під варту, доки той не віддасть майно. Про це сам Іван Піроцький-молодший у скарзі гетьману Апостолу пише:
Отдавши отцу послѣднее цѣлованіе я обратился къ намѣстнику о. Мартиніану, спрашивая гдѣ духовная и вещи умершаго?-Деньги, сребро, заложенныя вещи и крѣпости на угодья вмѣстѣ съ духовною, сложены въ ризницѣ, отвѣчал намѣстник, а одежды съ разною рухлядью, въ общіи келіи взяты.-На просьбу мою отдать имущество отца, намѣстникстникъ отдалъ мнѣ духовною съ частью денегъ и сребра и я все то тогда же отослалъ съ служителями, домой.-А на другой день намѣстник с братіею, прийдя ко мнѣ въ келію, насилно хотѣлъ тѣ вещи назадъ отобрать. Видя завзятость монаховъ, долженъ былъ я уходить изъ монастыря и еле живъ добѣжалъ до сосѣдняго села Максима; а тамъ-обратился къ атаману съ просьбою не выдавать меня монахамъ, ручачи ему на его мил. п. полковника Чернѣговского тисячу рублей, а на п. сотника половину таковой суммы. И только что собралъ атаманъ человѣкъ тридцать народу, какъ набѣжал туда о. Іосифъ, бывший катедры Святософійской эклезіархъ, съ единомислиники своими зъ двадцать человѣкъ, убійствомъ дышущими, съ друччимъ и палѣччимъ, хотѣли мене въ монастырь узяти и до турми всадити, пока не возвращу всѣхъ вещей родительскихъ, да требовали еще за погребеніе отца 200 рублей, млинокъ на греблѣ въ Вересочѣ и сто штукъ скота. Только Максимовскій атаман помня заруку отъ мене положонную, монахамъ меня не выдалъ. Однакожъ въ притомности его, атамана, священника и усѣхъ селянъ тамошнихъ, отбилъ помянутый о. Іосифъ съ товарищи своими, денегъ рублей 60, а у монастыри онъ же зъ другими чернцами, собственнихъ коней моихъ двое, съ кулбакою гафтованную… и самого мене съ служителемъ моимъ, замалимъ въ воду не утопилъ онъ же, о. Іосифъ съ чолна выворочаючи… А тѣло отца моего и до сихъ за упрямствомъ и лакомствомъ монаховъ, стоитъ не погребенное…

## Сім'я та діти
Дружина — дочка Василя Забели, можливо на ім'я Агнія; від неї діти:
1) Іван Іванович Піроцький (1700-бл. 1765), бунчуковий товариш; у 1757 р. звільнений від усіх служб; абшитований бунчуковий товариш (1763).
2) Параска Іванівна Піроцька, дружина Федора Івановича Галенковського.